# Taraxacum bavaricum
Taraxacum bavaricum — вид квіткових рослин з родини айстрових (Asteraceae). Вид зростає в Європі: Данія, Німеччина, Швейцарія, Австрія, Польща, Чехія, Словаччина, Франція; це багаторічна рослина помірних біомів.

## Середовище
Типові місця проживання: заболочені, регулярно скошені, неудобрювані або дуже мало удобрювані луки.

## Біоморфологічна характеристика
Рослини середнього розміру. Листя сірувато-зелене, лінійне, іноді рідко зубчасте. Зовнішніх приквітків 12–16, вони притиснуті, на кінці рідко запушені, яйцеподібної форми, краї зовнішніх приквітків ушир 0,8–1,2 мм, вони білувато-зелені, поступово чорніють, центральна смуга вшир 2,0–2,5 мм. Пилок може бути присутнім, а може й ні. Сім'янки мають довжину 4,8–5,3 см. Час цвітіння припадає на кінець квітня та травень.